# القرية السفلى (مذيخرة)

تعديل مصدري - تعديل

القرية السفلى محلة تابعة لقرية حزة، التابعة لعزلة حزة بمديرية مذيخرة إحدى مديريات محافظة إب في الجمهورية اليمنية، بلغ تعداد سكانها 73 حسب تعداد اليمن لعام 2004.